# زورو (مجموعه تلویزیونی ۱۹۵۷)
زورو مجموعه تلویزیونی آمریکایی، در ژانر اکشن-ماجرایی، وسترن و درام است. این مجموعه تلویزیونی بر اساس شخصیت زورو ساخته شده و محصول سال ۱۹۵۷ آمریکاست و تهیه‌کنندگی ان را شرکت والت دیزنی بر عهده داشت. مجموعه تلویزیونی زورو شامل ۷۸ قسمت ۲۵ دقیقه‌ای و ۴ قسمت ۵۰ دقیقه‌ای می‌شود و در مجموع دو فصل دارد.
خالق زورو، نویسنده‌ای به نام جانستون مک‌کالی است.
در ایران، این مجموعه تلویزیونی نخستین بار، از سال ۱۳۵۵ تا ۱۳۵۷ خورشیدی، با دوبلهٔ فارسی از تلویزیون ملی ایران پخش شد.

## بازیگران اصلی
- گای ویلیامز (در نقش: دون دیگو - زورو)
- جین شلدن (در نقش: برناردو - خدمتکار دون دیگو)
- هنری کالوین (در نقش: گروهبان گارسیا)
- جورج ج. لوئیس (در نقش: دون آلخاندرو دِلاوگا)